# Albatrellus pes-caprae
Albatrellus pes-caprae (Pers.:Fr.) Pouzar, Folia geobot. phytotax. 1: 357 (1966).
L'Albatrellus pes-caprae è una delle Albatrellaceae commestibili, caratteristica per la sua forma a ventaglio, a piede di capra.

## Descrizione della specie

### Cappello
4–12 cm di diametro x 1,5–2 cm di spessore, irregolare, reniforme, subcircolare; cuticola colore bruno-scuro, densamente ricoperta da squame; margine sottile, intero, regolare.

### Tubuli
Prima bianchi poi giallo-crema, lunghi circa 5 mm, decorrenti sul gambo.

### Pori
Bianchi tendenti al giallo con l'invecchiamento, angolosi e poligonali, larghi 1–2 mm, con contorno spesso lacerato, si macchiano di giallo al tocco.

### Gambo
3–5 cm x 1,5–3 cm, cilindrico o claviforme, robusto, spesso eccentrico, di colore da bianco-giallastro e giallo-rossiccio

### Carne
Da bianca a giallina, compatta.
- Odore: nullo.
- Sapore: di nocciola.

### Microscopia
Spore7,5-9 x 5-7 µm, ellissoidali, bianche, lisce, ialine, monoguttulate, provviste d'apicolo,  non amiloidi.
Basidi20-40 x 7,5-12 µm, claviformi, tetrasporici, con presenza di giunti a fibbia basali.
Cistidiassenti.
Struttura ifalemonomitica.

## Reazioni macrochimiche
Reagente di Melzer: ife della cuticola gialle.

## Habitat
Saprofita, lignicolo, lo si trova in tarda estate-autunno soprattutto in boschi di latifoglie nelle zone umide

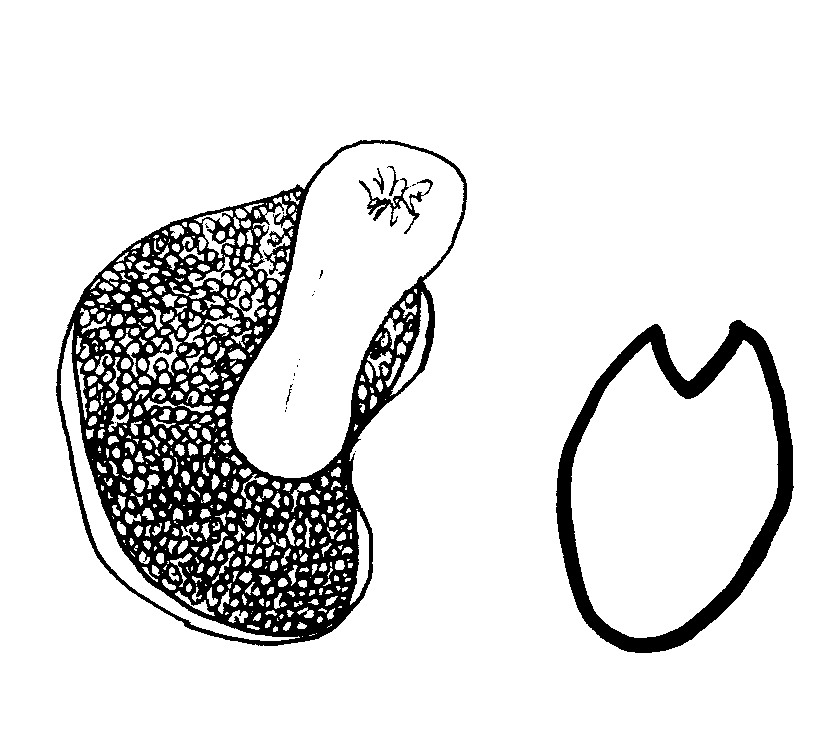
Disegno di A. pes-capreae
In evidenza la caratteristica forma a "orma di capra"

## Commestibilità
Eccellente, si presta molto bene alla conservazione sott'olio.

## Etimologia
Specie: dal latino pes-caprae = piede di capra, per la sua forma.

## Specie simili
- Albatrellus ovinus

## Nomi comuni
- Lingua di brughiera.
- Piede di capra.
- Barbone. (Veneto)
- Fungo di Pietra (Calabria)

## Sinonimi e binomi obsoleti
- Albatrellopsis pes-caprae (Pers.) Teixeira, Boletim da Chácara Botânica de Itu 1: 32 (1994)
- Boletus pes-caprae (Pers.) Cordier, Guide de l'amateur des Champignons (1826)
- Caloporus pes-caprae (Pers.) Pilát, Beihefte Bot. Centralbl. 48: 432 (1931)
- Cerioporus inflexus Schulzer ex Quél., Fl. mycol. (Paris): 408 (1888)
- Fomes oregonensis (Murrill) Sacc. & Traverso, Sylloge fungorum (Abellini) 19: 715 (1910)
- Fungus sapatella Paulet, Traité Champ., Atlas 2: 123 (1793)
- Fungus tuber Paulet, Traité Champ., Atlas 2: 122 (1793)
- Polypilus pes-caprae (Pers.) Teixeira, Revista Brasileira de Botânica 15(2): 126 (1992)
- Polyporus oregonensis (Murrill) Murrill, Mycologia 4 (1912)
- Polyporus pes-caprae Pers., Traité sur les Champignons Comestibles (Paris): 241 (1818)
- Polyporus retipes Underw., Bull. Torrey bot. Club 24: 85 (1897)
- Scutiger oregonensis Murrill, Mycologia 4(2): 93 (1912)
- Scutiger pes-caprae (Pers.) Bondartsev & Singer, Annales Mycologici 39: 47 (1941)
- Scutiger retipes (Underw.) Murrill, Bull. Torrey bot. Club 30(8): 428 (1903)